# Rabenstein/Fläming
Rabenstein/Fläming är en kommun i Tyskland, belägen i Landkreis Potsdam-Mittelmark i förbundslandet Brandenburg, omkring 85 km sydväst om centrala Berlin. Administrativt tillhör kommunen kommunalförbundet Amt Niemegk, med säte i den närbelägna småstaden Niemegk.
Kommunen bildades 2002 genom sammanslagning av kommunerna Buchholz bei Niemegk, Garrey, Groß Marzehns, Klein Marzehns, Raben och Rädigke och fick då namnet Rabenstein/Fläming efter den medeltida borgen Rabenstein, som är traktens mest besökta sevärdhet.

## Administrativ indelning
Följande byar utgör kommundelar (Ortsteile) i kommunen Rabenstein/Fläming:
- Buchholz bei Niemegk
- Garrey (med Zixdorf och Wüstemark)
- Gross Marzehns
- Klein Marzehns
- Neuendorf
- Raben
- Rädigke

## Kommunikationer
Genom kommunen passerar motorvägen A9 (Berlin - München).
Bussförbindelse finns till järnvägsstationen i Bad Belzig varifrån vidare förbindelser mot Berlin och Dessau-Rosslau kan nås med regionaltåg.